# 傅子范墓
傅子范墓，位于北京市丰台区大红门街道久敬庄社区久敬庄60号北京军区空军黄亭子招待所内。

## 简介
傅子范墓位于大红门久敬庄北京军区空军黄亭子招待所内。傅子范（1844年-1919年），名锡畴，字子范，以字行，生于清朝道光二十四年三月十五日（1844年），祖籍江西省，清朝初年其先祖迁居湖南乾州（后来改乾城，今吉安县），自其曾祖父起至傅子范连续四代获清朝追赠光禄大夫（正一品），自其曾祖母至其夫人连续四代获封夫人。傅子范青年时期从军，驻扎威海卫，在武备学堂任教，受清朝皇帝派遣到东北吉林，先后到宁古塔、三姓、珲春及乌苏里江、伯力考察、勘察边界。傅子范在民国八年（1919年）二月二十九日在北京逝世，享年75岁。1984年，傅子范墓被丰台区人民政府公布为丰台区文物保护单位。傅子范墓的文物分布在北京军区空军黄亭子招待所院内，掩映在花草树木、小桥流水的花园中，保存状况良好。
傅子范墓的墓葬已无存，尚存一组比较完整的墓前石雕，均属利用清代墓地之遗物。包括：
- 神道碑：原有碑亭，俗称“黄亭子”，位于大红门南路路西，今南北铁道西侧。碑亭高约4米，有四根柱子，四角出长檐，顶覆黄琉璃瓦，中央立有一通神道碑。中华人民共和国初期尚存碑亭，1960年代初尚存神道碑，如今碑亭及神道碑已无存。《傅子范神道碑》阳面碑首有篆书“神道”两字，正文为大字“清封光禄大夫傅公子范之神道”。阴面碑首有篆书“故清封光禄大夫傅公之墓表”，正文为《故清封光禄大夫傅公墓表》：

故清封光禄大夫傅公墓表
　　           大勋位建威上将军陆军上将合肥段祺瑞撰文
　　           大总统府咨议兼清史馆提调绍兴周肇祥书丹
　　           清赏头品顶戴提调实录馆事合肥李经畬篆额
　　傅君子范之丧，其孤良佐求铭，余叙次世系行迹以归之。既葬，良佐又请曰：先人幸托鸿文，光于幽宫。今外碑将树，不可无辞，愿终锡之，以卒大惠。祺瑞与君交垂三十年，知君为深，君托我以子而老于家，良佐最贵显，良璧亦崭然有以自见，贻谋之善，君殆不死矣！
　　君讳锡畴，其先由江西迁湖南乾州厅，今为乾城县也。傅氏世业商，至君大父讳兴隆而益富。君少为诸生，所交皆邑中名宿。尝过泸溪，图其山川以进张提督世福。提督，泸溪人也，大喜，立召入幕。吴公大瀓奉命勘吉林界，以君从，自吉林历宁古塔、三姓，东南至珲春，北渡兴凯湖，溯乌苏里江右岸，东北至伯力，筹通道致民之策。吴公知君可用，将设县珲春使宰之，会内调，不果。戴公宗骞统绥巩军驻威海卫，以君理武备学堂，余之知君自此始也。甲午之役，戴公严守炮台，君建言成山斗入海中，敌若乘虚袭拊我背，势必不守，且赋诗以进。时守军少，戴公第分一营往戍，敌果由之登，不能御，戴公遂殉焉。后从王文勤于山海关，袁中丞大化于永平金矿，皆以能著。壬寅之秋，俄日违言，余方奉前北洋大臣直隶总督袁公檄，出关詗二国动静，请与君偕，归乃决策中立。张中丞人骏抚粤，拟开永建金矿，袁公大化举君自代。或请沙面地作商埠，以巨金求余一言，力却之。
　　君既命良佐从余天津小站学治军数年，及良佐自海外归，君乃退休就养，间返故乡优游，不与世事者凡十六年。以民国八年巳未夏历二月二十九日，卒于京邸，得年七十八，官知府、封中宪大夫、晋光禄大夫。配张，封一品夫人。子三：良佐，勋二位冠威将军陆军上将衔陆军中将、湖南督军；良藻，陆军少将；良璧，清知县。女二，适王适陈。孙四：定弼，陆军中校；殿弼、育弼、昭弼。
　　君葬于京师之南苑。余独回忆，初与君交迨今，世变未已，君虽不究其用，得以老寿终，诸子皆才，则君之立身教子为足法也。因揭出处之大，俾刻石以念过者云。
　 中华建国之九年庚申四月吉日立。

- 碑亭：一座，高2.5米，宽1.7米，紧紧包裹着石碑。碑亭为汉白玉质，庑殿顶。碑阳正面上首题写“生于道光甲辰年三月十五日未时”；中刻“清封光禄大夫显考傅公讳锡畴字子范老大人之墓”，及“勋二位冠威将军湖南督军陆军上将衔陆军中将子良佐媳王氏”等立碑诸人；下首题写“殁于民国己未年二月二十九日亥时”。碑亭门柱有一副对联：“早傳方略张安世，高咏游仙郭景纯”；落款：“徐世昌题赠”。
- 石狮：一对。
- 华表：一对。
- 石香炉及石五供：一组。
- 墓誌铭：一合。墓誌、盖均长74厘米、宽73厘米、厚13厘米。墓誌铭盖，文四行，满行三字，李经畬篆书“清封光禄大夫傅公之墓誌铭”。墓誌铭为《清封光禄大夫傅公墓誌铭》，由段祺瑞撰文，清史馆提调周肇祥书丹，志文三十一行，满行三十六字，记载了傅子范参与保卫威海卫、甲午战争等战况。墓誌铭1983年在南苑空军油库出土，现存连山岗石刻园。[1]

清光禄大夫傅公墓誌铭
                   大勳位建威上将军陆军上将合肥段祺瑞撰文
                   大总统府諮議兼清史馆提调绍兴周肇祥書丹
                   清赏头品顶戴提调实录馆事合肥李经畬篆盖
民国八年三月二十九日吾友傅君子范年七十有六卒于京师旅邸即以其年六月十六日

葬于城南南苑乏新阡其子良佐纍然丧服泣请为铭幽之文曰知吾父者莫公若也余曰然

往者寿州戴公宗骞统领绥巩军屯威海卫余与君同事武备学堂甲午之战戴公殉疆场賡

僚皆散走独君与余始卒一心践威蹈难不避义死壬寅之秋俄与日斗时余参项城戎幕偕

君出关画策中立是后与君或离或合或见或不见盖无一日不心在君左右也君故明决善

断大事亿则多奇中故当代名臣巨公争欲致君幕下币聘交驰于途初从提督张公世福军

泸溪图地形以献吴清卿大澄为钦使勘界吉林聘君与俱乃历宁古塔三姓东南至珲春折

北渡兴凯湖溯乌苏里江右岸东北抵伯力考其山川扼塞道里远近险易土地乏肥境人情

风俗之淳薄条其所以归土实民通道之策甚详且备吴公谋设县珲春疏薦君为之宰会吴

公内调去君遂应戴公之聘为学校大师严肃有章钟忠武麟同赵中将理泰刘中将跃龙皆

翘出其校声号于时日本变作君周视海岸谓戴公曰成山斗绝入东海中敌若潜师袭我之

背则威海危矣宜屯重兵以为之各戴公不听再三聒之始戍以一营敌瞰其虚卒由是登岸

而威海遂失时军用浩穰器械多啙窳不可用王文勤公文韶奇君言多效檄驻山海关专治

军械汰浮裁冗有赢无骞袁中丞大化调君主办永平金矿张公仁骏抚广东再调永建金矿

国用仞绩无一毫己私有丐余地作商埠者啖以重金君挥之若污目不一瞬当道以君声绩

章著屡荐于朝君故勇于趋义不顾怨嫌而畏避荣禄望望然有若怯夫大吏不能强也君即

不乐仕进乃命良佐从余游学兵法而自写陶靖节爱菊图题诗寄其子以示志及良佐贵为

湖南督军始一就养长沙再入京居年余而君遂逝矣君自为诸生历充诸疆吏幕賔恂恂卑

抑无改儒素性孝友不訾省家事宦游数十年囊橐所入悉均给诸弟昆弟锡周殁于粤之北

海躬踔万里返其柩兄锡霖负责三十六家有己偿而券未归者君皆代赎不校有无邑中有

善举必首为之倡教子女严整不失先矩良佐官居京师时时贻书勗以廉俭敬勤母染流俗

噫可风矣君讳锡畴子范其宇也先世籍江西清初始徙湖南乾州厅遂为乾城著姓曾祖恒

彩祖兴隆父承基皆追赠光禄大夫曾祖妣氏王祖妣氏杨妣氏熊皆封夫人君兄弟五人而

次居仲娶南康知县张公诞五之女生丈夫子三长即良佐勳二位冠威将军陆军上将衔陆

军中将湖南督军次良藻陆军少将次良璧清知县女二长适王次适陈乃为之铭曰

维才之丰而啬其躬维声之隆而蹇其逢积仁累功厥施不终报以孙子为世之雄刻诗诏后

悶此幽宮